# La Chapelle-sous-Brancion
La Chapelle-sous-Brancion település Franciaországban, Saône-et-Loire megyében. Lakosainak száma 142 fő (2022. január 1.). La Chapelle-sous-Brancion Étrigny, Chapaize, Mancey, Martailly-lès-Brancion és Royer községekkel határos.

## Népesség
A település népességének változása:
| Lakosok száma | 129  | 126  | 132  | 133  | 137  | 139  | 139  | 140  | 142  |
|               | 2013 | 2015 | 2016 | 2017 | 2018 | 2019 | 2020 | 2021 | 2022 |